# تیپ ۳ الکساندرونی
تیپ ۳ الکساندرونی (انگلیسی: Alexandroni Brigade) یا تیپ الکساندرونی تیپ پیاده‌نظام نیروی زمینی اسرائیل است، که در سال ۱۹۴۸ تأسیس شد.
این تیپ در جنگ عرب‌ها و اسرائیل، جنگ شش‌روزه، جنگ یوم کیپور، جنگ ۱۹۸۲ لبنان، جنگ ۲۰۰۶ اسرائیل و لبنان و حمله اسرائیل به لبنان به‌عنوان یگان عمل‌کننده حضور داشت.
تیپ ۳ الکساندرونی یک تیپ پیاده ذخیره در نیروهای دفاعی اسرائیل است، که فعالیت خود را در طول جنگ استقلال آغاز کرد و وظیفه دفاع از شارون (که به نام جریان الکساندر نامگذاری شده بود) را برعهده داشت، آغاز کرد. این تیپ در اول دسامبر ۱۹۴۷ تأسیس شد و فرمانده آن در طول دوران جنگ، دن ایون بود. با اعلام استقلال، تیپ الکساندرونی به یک تیپ پیاده‌نظام در ارتش اسرائیل تبدیل شد.
امروزه، این تیپ عمدتاً توسط کهنه‌سربازان گردان ۵۱ تیپ گولانی اداره می‌شود.